# Stripped World Tour
Tournées par Christina Aguilera
The Latin America Tour Back to Basics Tour
Le Stripped World Tour est la troisième tournée américaine de la chanteuse Christina Aguilera et sa première mondiale. Une tournée qui a débuté aux États-Unis, en passant par l'Europe, l'Asie et l'Australie. Christina réalise sa première tournée mondiale qui connait un grand succès, elle attirera près de 800 000 spectateurs et a généré la somme de 75 millions de dollars. La tournée a débuté le 4 juin 2003 à Phoenix aux États-Unis et s'est terminée le 17 décembre 2003 à Melbourne en Australie, 73 villes ont été visitées pour un total de 85 concerts (dont 29 en Europe). Le dvd du concert est disponible sous le nom de Stripped Live in the U.K.. Les concerts de cette tournée ont été enregistrés en soirée.

## Setlist
1. Stripped Part. 1 (Video Introduction)
2. Dirrty
3. Get Mine, Get Yours
4. The Voice Within
5. Indian Interlude
6. Genie In A Bottle (Version Remix Electronic-Rock Indian)
7. Can't Hold Us Down
8. Make Over
9. Salsa (Dance Interlude)
10. Contigo En La Distancia & Falsas Esperanzas (Medley)
11. Infatuation
12. Come On Over Baby (Version Acoustique)
13. Cruz
14. Loving Me 4 Me (Vidéo Interlude)
15. Impossible
16. At Last
17. Lady Marmalade
18. Seduction Interlude
19. Walk Away
20. Fighter
21. Stripped Part. 2 (Video Interlude)
22. What A Girl Wants (Version Hip-Hop)
23. Beautiful

## Musiciens
- Ethan Farmer: Basse
- Ray Yslas: Percussion
- Brian Frasier-Moore: Batterie
- Michael Herring: Clavier / Piano
- Charlean Hines: Choriste
- Tracy Nelson: Choriste
- Brandon Rogers: Choriste

## Danseurs
- Monique Slaughter
- Tiana Brown
- Telisha Shaw
- Erin Hernandez
- Paul Kirkland
- Leo Moctezuma
- Gilbert Saldivar
- Marcel Wilson

## Résumé du concert
La tournée a débuté le 4 juin 2003 aux États-Unis pour 46 représentations en compagnie du chanteur et ami Justin Timberlake, sous le nom de Justified & Stripped Tour qui porte le nom de leurs deux albums respectifs, sorti en 2002. Ensuite Christina part seule pour 29 concerts en Europe, 3 en Asie et 7 en Australie. Le concert dure une heure et demie.
La chanteuse reprend ses premiers succès en les réorchestrant: Genie In A Bottle devient plus électro-rock, What A Girl Wants plus Hip-Hop et Come On Over Baby (All I Want Is You) plus acoustique, ils accompagnent les titres de l'album Stripped.
C'est derrière un écran géant, diffusant une vidéo d'intro, qu'elle se cache. La vidéo à peine terminée, qu'elle apparaît pour chanter Dirrty, c'est ainsi que commence le concert. Un seul playback recensé (sur la première moitié du titre Get mine, Get Yours) pour 20 performances live.
Christina donne plusieurs discours: le premier au début de la chanson The Voice Within , un autre au début de la chanson Infatuation...
Elle fait aussi montre de sa voix dans les titres:  Beautiful, The Voice Within ou encore What A Girl Wants.
Elle rappelle ses origines latines avec les chansons Contigo en La Distancia & Falsas Esperanzas et Infatuation.
C'est sur la ballade Beautiful (le succès de Stripped) que le spectacle se termine, Christina et son public reprennent ensemble la chanson, avec beaucoup d'émotions.
Xtina est le surnom qu'elle porte, pendant l'aire de Stripped.

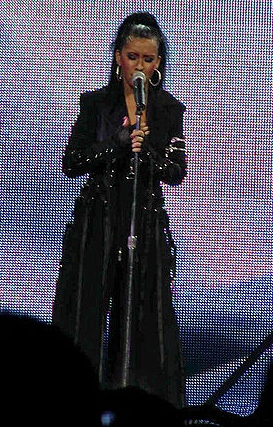
The Voice Within
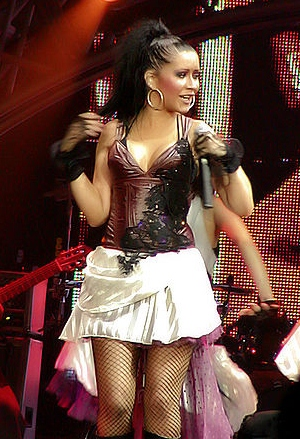
Infatuation
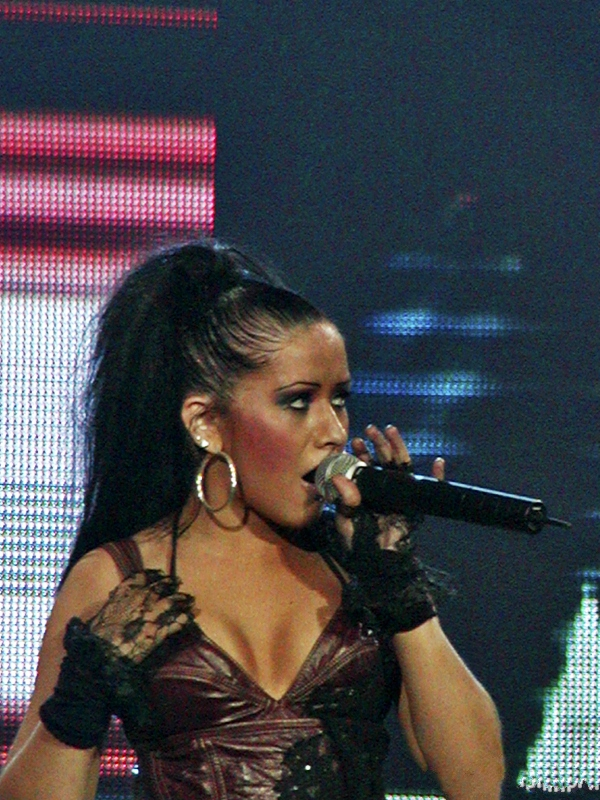
Infatuation
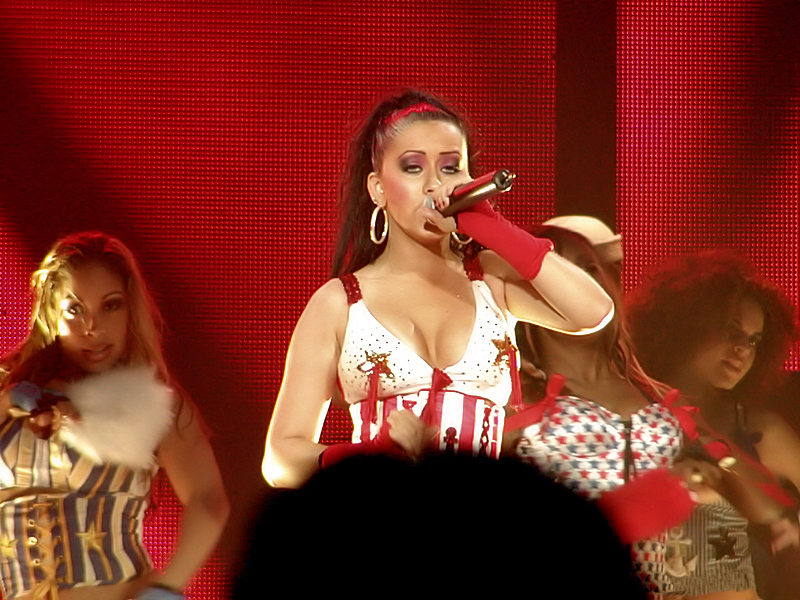
Lady Marmalade
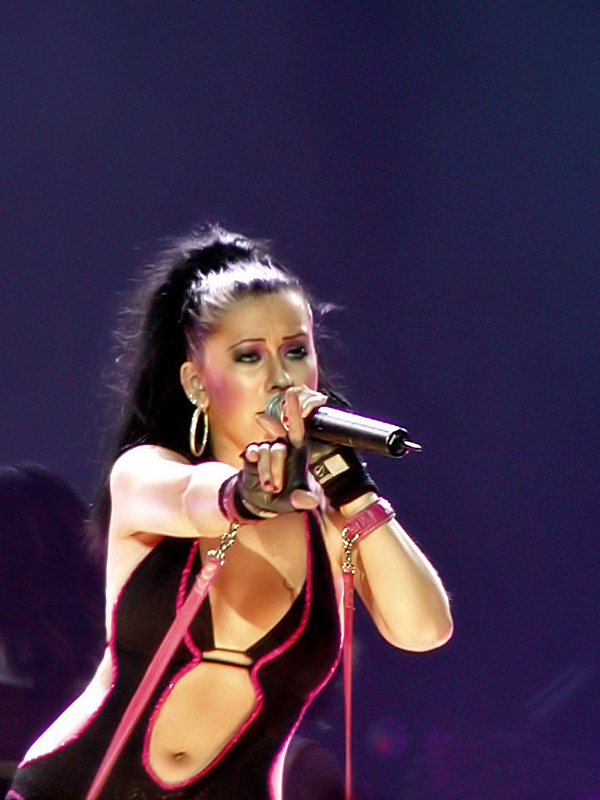
Can't Hold Us Down
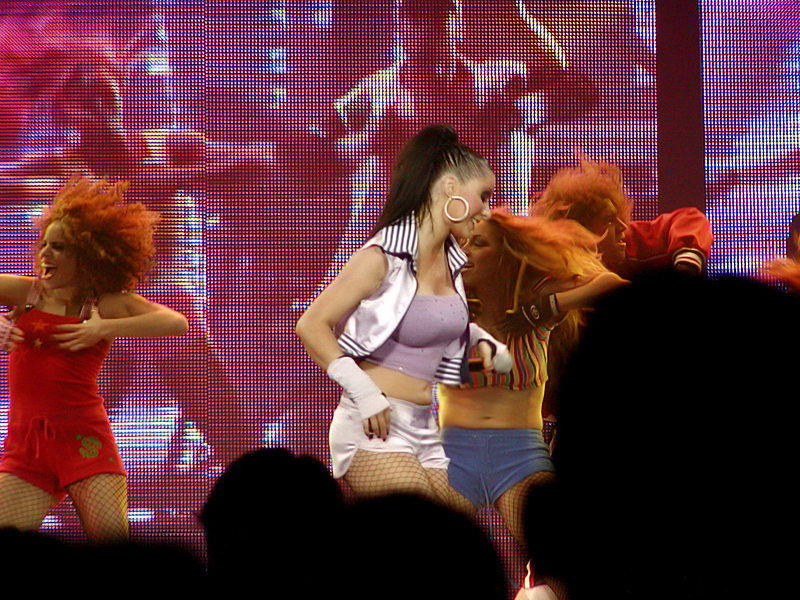
What A Girl Wants

## Dates des concerts
| Date                                     | Ville            | Pays        | Lieu                                      |
| ---------------------------------------- | ---------------- | ----------- | ----------------------------------------- |
| Amérique du Nord Justified/Stripped Tour |                  |             |                                           |
| 4 juin 2003                              | Phoenix          | États-Unis  | US Airways Center                         |
| 6 juin 2003                              | Oakland          | États-Unis  | Oracle Arena                              |
| 8 juin 2003                              | Tacoma           | États-Unis  | Tacoma Dome                               |
| 10 juin 2003                             | Portland         | États-Unis  | Rose Garden (arena)                       |
| 13 juin 2003                             | Sacramento       | États-Unis  | ARCO Arena                                |
| 14 juin 2003                             | San Jose         | États-Unis  | HP Pavilion at San Jose                   |
| 16 juin 2003                             | Los Angeles      | États-Unis  | Staples Center                            |
| 17 juin 2003                             | Los Angeles      | États-Unis  | Staples Center                            |
| 20 juin 2003                             | Los Angeles      | États-Unis  | Staples Center                            |
| 21 juin 2003                             | Las Vegas        | États-Unis  | MGM Grand Garden Arena                    |
| 23 juin 2003                             | Denver           | États-Unis  | Pepsi Center                              |
| 25 juin 2003                             | Oklahoma City    | États-Unis  | Ford Center                               |
| 26 juin 2003                             | Dallas           | États-Unis  | American Airlines Center                  |
| 28 juin 2003                             | San Antonio      | États-Unis  | AT&T Center                               |
| 29 juin 2003                             | Houston          | États-Unis  | Lakewood Church Central Campus            |
| 5 juillet 2003                           | Saint-Louis      | États-Unis  | Scottrade Center                          |
| 6 juillet 2003                           | Little Rock      | États-Unis  | Alltel Arena                              |
| 8 juillet 2003                           | Nouvelle-Orléans | États-Unis  | New Orleans Arena                         |
| 9 juillet 2003                           | Bossier City     | États-Unis  | CenturyTel Center                         |
| 11 juillet 2003                          | Memphis          | États-Unis  | Pyramid Arena                             |
| 12 juillet 2003                          | Atlanta          | États-Unis  | Philips Arena                             |
| 14 juillet 2003                          | Tampa            | États-Unis  | St. Pete Times Forum                      |
| 15 juillet 2003                          | Orlando          | États-Unis  | Amway Arena                               |
| 16 juillet 2003                          | Ft. Lauderdale   | États-Unis  | BankAtlantic Center                       |
| 22 juillet 2003                          | Rosemont         | États-Unis  | Allstate Arena                            |
| 23 juillet 2003                          | Chicago          | États-Unis  | United Center                             |
| 25 juillet 2003                          | Auburn Hills     | États-Unis  | The Palace of Auburn Hills                |
| 26 juillet 2003                          | Cincinnati       | États-Unis  | U.S. Bank Arena                           |
| 28 juillet 2003                          | Pittsburgh       | États-Unis  | Mellon Arena                              |
| 29 juillet 2003                          | Toronto          | Canada      | Air Canada Centre                         |
| 31 juillet 2003                          | Toronto          | Canada      | Air Canada Centre                         |
| 1er août 2003                            | Buffalo          | États-Unis  | HSBC Arena (Buffalo)                      |
| 3 août 2003                              | Columbus         | États-Unis  | Jerome Schottenstein Center               |
| 5 août 2003                              | Boston           | États-Unis  | TD Banknorth Garden                       |
| 6 août 2003                              | Boston           | États-Unis  | TD Banknorth Garden                       |
| 8 août 2003                              | Philadelphie     | États-Unis  | Wachovia Center                           |
| 18 août 2003                             | Uniondale        | États-Unis  | Nassau Veterans Memorial Coliseum         |
| 19 août 2003                             | Uniondale        | États-Unis  | Nassau Veterans Memorial Coliseum         |
| 20 août 2003                             | East Rutherford  | États-Unis  | Izod Center\|Continental Airlines Arena   |
| 23 août 2003                             | Albany           | États-Unis  | Times Union Center                        |
| 25 août 2003                             | Washington D.C.  | États-Unis  | Verizon Center                            |
| 31 août 2003                             | Indianapolis     | États-Unis  | Conseco Fieldhouse                        |
| 1er septembre 2003                       | Milwaukee        | États-Unis  | Bradley Center                            |
| 2 septembre 2003                         | Saint Paul       | États-Unis  | Xcel Energy Center                        |
| Europe                                   |                  |             |                                           |
| 22 septembre 2003                        | Hambourg         | Allemagne   | Color Line Arena                          |
| 24 septembre 2003                        | Copenhague       | Danemark    | Forum Copenhagen                          |
| 26 septembre 2003                        | Stockholm        | Suède       | Stockholm Globe Arena                     |
| 27 septembre 2003                        | Oslo             | Norvège     | Oslo Spektrum                             |
| 29 septembre 2003                        | Berlin           | Allemagne   | Velodrom                                  |
| 30 septembre 2003                        | Dresde           | Allemagne   | Messe Dresden                             |
| 3 octobre 2003                           | Rotterdam        | Pays-Bas    | Ahoy Rotterdam                            |
| 4 octobre 2003                           | Cologne          | Allemagne   | Lanxess Arena                             |
| 10 octobre 2003                          | Stuttgart        | Allemagne   | Hanns-Martin-Schleyer-Halle               |
| 12 octobre 2003                          | Anvers           | Belgique    | Sportpaleis Merksem                       |
| 14 octobre 2003                          | Munich           | Allemagne   | Olympiahalle                              |
| 15 octobre, 2003                         | Vienne           | Autriche    | Wiener Stadthalle                         |
| 17 octobre 2003                          | Francfort        | Allemagne   | Festhalle Frankfurt                       |
| 18 octobre 2003                          | Zurich           | Suisse      | Hallenstadion                             |
| 20 octobre 2003                          | Milan            | Italie      | Datch Forum di Assago\|Fila Forum         |
| 22 octobre 2003                          | Barcelone        | Espagne     | Palau Sant Jordi                          |
| 24 octobre 2003                          | Paris            | France      | Le Zénith (Paris)                         |
| 25 octobre 2003                          | Birmingham       | Royaume-Uni | National Exhibition Centre                |
| 27 octobre 2003                          | Manchester       | Royaume-Uni | Manchester Evening News Arena             |
| 28 octobre 2003                          | Glasgow          | Écosse      | Scottish Exhibition and Conference Centre |
| 30 octobre 2003                          | Belfast          | Irlande     | Odyssey (Belfast)                         |
| 31 octobre 2003                          | Dublin           | Irlande     | Point Theatre                             |
| 2 novembre 2003                          | Londres          | Royaume-Uni | Wembley Arena                             |
| 3 novembre 2003                          | Londres          | Royaume-Uni | Wembley Arena                             |
| 5 novembre 2003                          | Londres          | Royaume-Uni | Wembley Arena                             |
| 7 novembre 2003                          | Birmingham       | Royaume-Uni | National Exhibition Centre                |
| 8 novembre 2003                          | Sheffield        | Royaume-Uni | Sheffield Arena                           |
| 10 novembre 2003                         | Newcastle        | Royaume-Uni | Metro Radio Arena                         |
| 11 novembre 2003                         | Manchester       | Royaume-Uni | Manchester Evening News Arena             |
| Asie                                     |                  |             |                                           |
| 1er décembre 2003                        | Tokyo            | Japon       | Tokyo International Forum                 |
| 2 décembre 2003                          | Tokyo            | Japon       | Tokyo International Forum                 |
| 3 décembre 2003                          | Tokyo            | Japon       | Tokyo International Forum                 |
| Australie                                |                  |             |                                           |
| 8 décembre 2003                          | Sydney           | Australie   | Sydney Entertainment Centre               |
| 9 décembre 2003                          | Sydney           | Australie   | Sydney Entertainment Centre               |
| 11 décembre 2003                         | Melbourne        | Australie   | Rod Laver Arena                           |
| 12 décembre 2003                         | Melbourne        | Australie   | Rod Laver Arena                           |
| 14 décembre 2003                         | Brisbane         | Australie   | Brisbane Entertainment Centre             |
| 16 décembre 2003                         | Adélaïde         | Australie   | Adelaide Entertainment Centre             |
| 17 décembre 2003                         | Melbourne        | Australie   | Rod Laver Arena                           |